# Canton de La Ferté-Gaucher
Le canton de La Ferté-Gaucher est une ancienne division administrative française, située dans le département de Seine-et-Marne et la région Île-de-France.

## Composition
Le canton de La Ferté-Gaucher groupait 18 communes jusqu'en mars 2015 :
- Amillis, 769 habitants
- Chartronges, 274 habitants
- Chevru, 1 085 habitants
- Choisy-en-Brie, 1 319 habitants
- Dagny, 343 habitants
- Jouy-sur-Morin, 2 023 habitants
- La Chapelle-Moutils, 351 habitants
- La Ferté-Gaucher, 4 137 habitants
- Lescherolles, 484 habitants
- Leudon-en-Brie, 124 habitants
- Marolles-en-Brie, 435 habitants
- Meilleray, 493 habitants
- Montolivet, 261 habitants
- Saint-Barthélemy, 345 habitants
- Saint-Mars-Vieux-Maisons, 291 habitants
- Saint-Martin-des-Champs, 702 habitants
- Saint-Rémy-la-Vanne, 936 habitants
- Saint-Siméon, 847 habitants

## Représentation

### Conseillers généraux de 1833 à 2015
| Période                  | Identité                     | Parti                  | Qualité |
| ------------------------ | ---------------------------- | ---------------------- | --- |
| 1833-1848                | Basile Sébastien Delamarre   |                        | Notaire à La Ferté-Gaucher |
| 1848-1855                | Eugène Dubarle (1805-1870)   |                        | Juge d'instruction au Tribunal civil de la Seine à Paris Propriétaire à La Ferté-Gaucher et à Pomponne                                                         |
| 1855-1869 (démission)    | Henry Nottin                 |                        | Propriétaire - Maire de Dagny (1848-1871) |
| 1869-1878 (décès)        | Louis Marie Auguste Crévot   |                        | Notaire Maire de La Ferté-Gaucher (1870-1878) |
| 1878-1880                | Victor Plessier              | Républicain            | Notaire - Député (1876-1885), propriétaire à La Ferté-Gaucher                                                                                                  |
| 1880-1908 (décès)        | Ernest Delbet                | Républicain Rad.       | Docteur en médecine et sociologue Maire de La Ferté-Gaucher, conseiller d'arrondissement Député (1893-1908), propriétaire à Paris Président du Conseil Général |
| 1909-1940                | Paul Cochot                  | Rad.                   | Médecin Maire de La Ferté-Gaucher |
|                          |                              |                        | |
| 1945-1948 (décès)        | Paul Cochot                  | Rad.                   | Médecin Maire de La Ferté-Gaucher |
| 30 mai 1948-1949 (décès) | Marcel Laplaige (1895-1949)  | Rad.ind                | Minotier à Saint-Martin-des-Champs |
| 1949-1970                | Patrice Thominet (1890-1971) | RPF puis UNR puis UDR  | Notaire, directeur du journal L'Équipe, ancien résistant Propriétaire à Lescherolles                                                                           |
| 1970-1994                | Robert Piat                  | SFIO puis DVG puis UDF | Retraité de l'Education nationale Sénateur (1992-1995) Maire de Saint-Rémy-la-Vanne (1972-2001)                                                                |
| 1994-2015                | Yves Jaunaux                 | RPR puis UMP           | Médecin Maire de La Ferté-Gaucher (1995-2020) Elu en 2015 dans le Canton de Coulommiers                                                                        |

### Conseillers d'arrondissement (de 1833 à 1940)
Le canton de La Ferté-Gaucher avait deux conseillers d'arrondissement.
Il appartenait à l'arrondissement de Coulommiers jusqu'à sa disparition en 1926.
| Période                                  | Période          | Identité                | Étiquette   | Qualité |
| ---------------------------------------- | ---------------- | ----------------------- | ----------- | --- |
| 1833                                     | 1848             | Eugène François Blavot  |             | Huissier à La Ferté-Gaucher                                                                                 |
| 1833                                     | 1848             | Jean-Pierre Nottin père |             | Ancien notaire, maire de Choisy                                                                             |
|                                          |                  |                         |             | |
| 1874                                     | 1880             | Ernest Delbet           | Républicain | Médecin, maire de La Ferté-Gaucher, Président du Conseil d'arrondissement                                   |
| 1886                                     |                  | Paul Simon              | Républicain | Maire de Lescherolles                                                                                       |
| 1886                                     | 1890 (décès)     | Alfred Herbelin         |             | Médecin, Président du Conseil d'arrondissement, maire de Choisy-en-Brie                                     |
| 1890                                     | 1909 (démission) | Arthur Louis Poupart    | Républicain | Négociant, adjoint au maire de La Ferté-Gaucher                                                             |
|                                          |                  |                         |             | |
| avant 1902                               |                  | M. Prieur               |             | Adjoint au maire de La Ferté-Gaucher                                                                        |
| avant 1902                               |                  | Edmond-Augustin Leduc   |             | Propriétaire à La Ferté-Gaucher, ancien maire de Saint-Rémy                                                 |
|                                          |                  |                         |             | |
| 1919                                     | 1940             | Louis Rose Salmon       | Radical     | Directeur d'école en retraite, conseiller municipal de La Ferté-Gaucher                                     |
| 1919                                     | 1936 (décès)     | Paul Notté (1859-1936)  | Radical     | Maire de La Ferté-Gaucher                                                                                   |
| 1940                                     |                  |                         |             | Les conseils d'arrondissement ont été suspendus par la loi du 12 octobre 1940 et n'ont jamais été réactivés |
| Les données manquantes sont à compléter. |                  |                         |             | |

## Démographie
| 1962  | 1968  | 1975   | 1982   | 1990   | 1999   | 2006   | 2011   | 2012   |
| ----- | ----- | ------ | ------ | ------ | ------ | ------ | ------ | ------ |
| 9 775 | 9 881 | 10 813 | 11 151 | 12 362 | 13 850 | 14 857 | 16 030 | 16 185 |

## Galerie

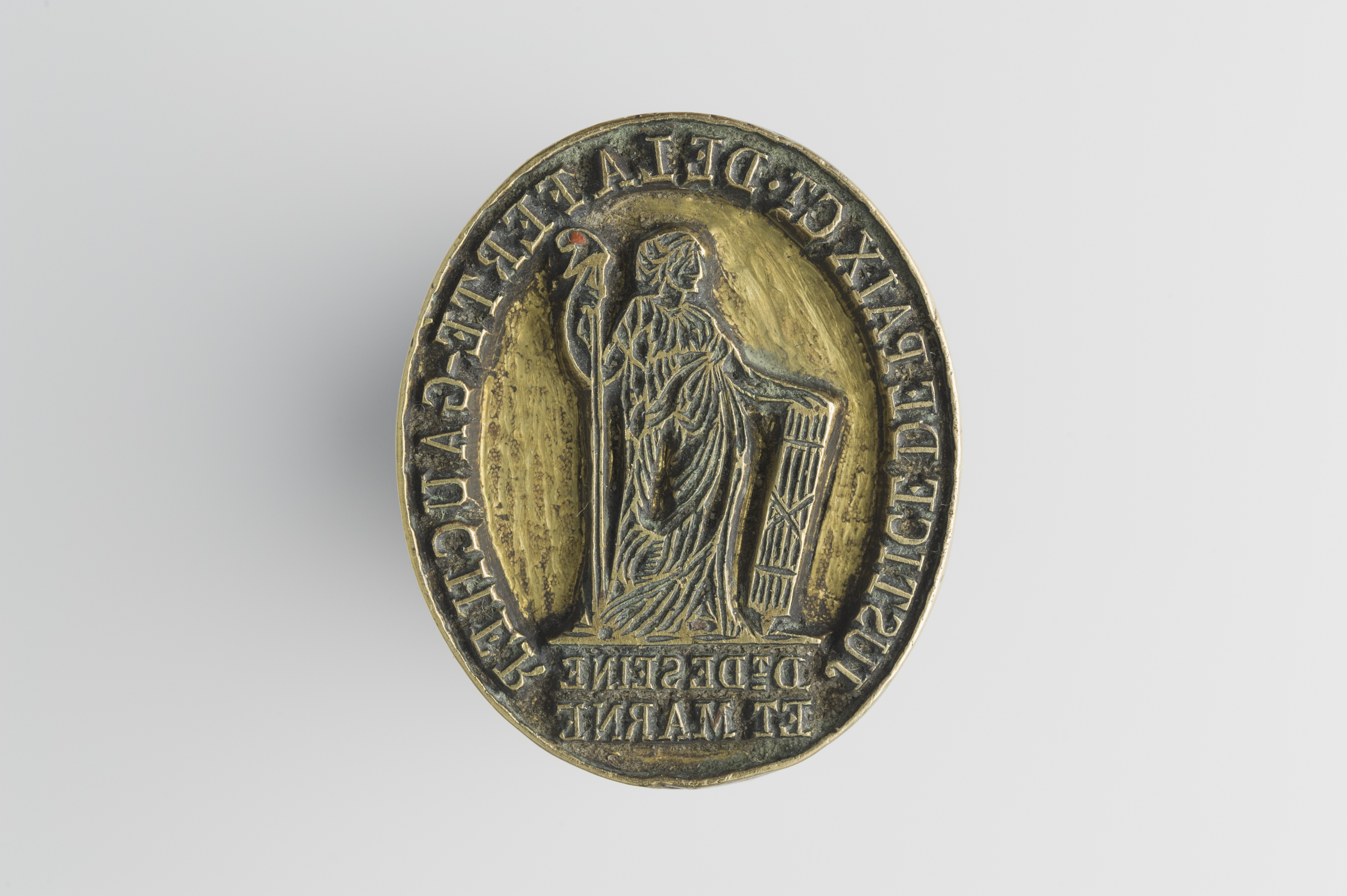
Sceau : Juge de paix ; Canton de la Ferté-Gaucher. Première République.